# Buena Esperanza, Mexiko
Buena Esperanza är en ort i Mexiko.   Den ligger i kommunen Bacalar och delstaten Quintana Roo, i den östra delen av landet, 1 100 km öster om huvudstaden Mexico City. Buena Esperanza ligger 78 meter över havet och antalet invånare är 398.
Terrängen runt Buena Esperanza är huvudsakligen platt. Buena Esperanza ligger uppe på en höjd. Runt Buena Esperanza är det glesbefolkat, med 16 invånare per kvadratkilometer. Närmaste större samhälle är Reforma, 15,9 km sydost om Buena Esperanza. I omgivningarna runt Buena Esperanza växer i huvudsak städsegrön lövskog.